# Orde van Verdienste voor de Luchtvaart (Peru)
De Orde van Verdienste voor de Luchtvaart (Spaans: "Orden al Mérito Æronáutico") is een Peruviaanse ridderorde. Deze Orde van Verdienste wordt voor militaire en civiele verdienste voor de luchtvaart toegekend. De orde heeft vijf graden.
Het kruis is een vierarmig gouden Kruis van Mantua met goudgerande blauwe bies om de witgeëmailleerde armen. Op het centrale blauwe medaillon dat met gouden zonnestralen is omringd is een gevleugeld gouden ornament, zogenaamde "wing" zoals Peruviaanse piloten die op hun uniform dragen, gelegd. Onder het kruis ligt een gouden lauwerkrans.
Het kruis is aan het lint bevestigd met een kettinkje met drie schakels en een gesp waarop een kleine Peruviaanse vlag is aangebracht.  
De ster van de orde is gelijk aan het kruis waarbij de ster van de Eerste Klasse briljanten op de lauwerkrans draagt.
De Eerste Klasse van de orde draagt een groot kruis op de linkerborst en een kruis aan een lint met een gouden miniatuur van het kruis op dat lint.
Het lint is blauw met drie witte strepen in het midden en een witte streep langs de rand.
Prins Bernhard van Lippe-Biesterfeld was drager van de Eerste Klasse, zie de Lijst van onderscheidingen van Bernhard van Lippe-Biesterfeld.